# Chiesa di Santa Maria della Pieve (Cuneo)
La chiesa di Santa Maria della Pieve è una chiesa di Cuneo.

## Storia
Le antiche pievi furono erette sulla fine dell'impero romano. Inizialmente si chiamava Santa Maria di Pedona ed aveva giurisdizione sulle valli Stura, Gesso e Vermenagna. Nel 1557 l'assedio distrusse quasi completamente la chiesa che venne ricostruita tra il 1578 e il 1600. Nel 1773 papa Clemente XIV decretò lo scioglimento della Compagnia di Gesù; il collegio dei Gesuiti di Cuneo divenne il nucleo principale dell'attuale municipio. La chiesa è stata costruita dai gesuiti dal 1656 al 1664. Il presbiterio rettangolare diventa un'abside semicircolare; una cornice di marmo inquadra l'icona dell'altare maggiore. Vengono creati i coretti e gli altari laterali sono arricchiti da decorazioni in stucco. Nel 1893 vengono dorati il cornicione, i capitelli e i coretti.

## Descrizione

### Esterno
La facciata è a due piani: il primo è diviso dalla porta ed è decorato con sei lesene a capitello corinzio e da due nicchie contenenti due statue allegoriche rappresentanti l'America e la Cina. La porta è ornata da un arco su cui sono raffigurati degli angeli. Il secondo piano ha quattro lesene a capitello ionico e due nicchie con due statue: la Carità e la Religione.

### Interno
L'interno della chiesa è in stile barocco, un'unica grande navata con quattro archi ai lati. Dieci coretti racchiusi da grate frastagliati, molti stucchi dorati e statue allegoriche, i parati dorati degli altari creano uno scintillio di ori. L'altare maggiore è in marmo, il tabernacolo è composto da due portine dorate e la portina di ricambia in argento cesellato abbelliscono l'altare. Gli altari laterali sono dedicati a: san Giuseppe, Cuore Immacolato di Maria, san Francesco Saverio, le anime purganti con Madonna e santi.